# Koehleramia
Koehleramia là một chi bướm đêm thuộc họ Noctuidae.